# 清河公主 (曹魏)
清河公主曹氏（？—？）是东汉末年三国时期曹魏势力的奠基人曹操的女儿。
清河公主的生母是曹操少年时候的妾室刘氏，早卒。所以清河公主虽然是庶出，却是曹操诸子女中年龄最長的一位。曹操曾想将她嫁给名士丁仪，但曹丕因为丁儀瞎了一只眼睛，极力劝阻这门婚事。曹操遂将她许配给曹魏重臣夏侯惇次子夏侯楙。此后曹操亲自见到丁仪，深爱其才，说，“即使其两目盲，尚当与女，何况但眇？是吾儿误吾！”丁仪因此深恨曹丕，支持曹植为储。
220年，曹丕即位後，曹植请清河公主为自己道歉说情，但曹丕不允許其会面。侄子曹叡执政的太和二年（228年），召还丈夫夏侯楙为尚书。此前，夏侯楙在关中领兵时，养了很多伎妾，引起了公主的不满。而此时他的几个弟弟不遵礼法，多次被夏侯楙责备，他们于是勾结诽谤夏侯楙，指使清河公主上奏皇帝曹叡。曹叡阅奏后曾有意处死夏侯楙，与长水校尉段默商议，段默向曹叡奏议表示认为这一定是夏侯楙与公主夫妻不和，而受人谮构，且夏侯楙之父夏侯惇对于曹魏奠定基业有大功，必须三思。曹叡遂追问公主代她写表奏之人，果然是夏侯楙的弟弟子臧、子江，因此曹叡放棄了处死夏侯楙的想法。

## 藝術形象

### 影視
- 電視劇
  - 《洛神》（1994年）：林丽安
  - 《新洛神》（2013年）：沈天
  - 《大軍師司馬懿之軍師聯盟》（2017年）：李雨洋